# Carpipramine
Carpipramine (Prazinil, Defekton) là một thuốc chống loạn thần không điển hình được sử dụng để điều trị tâm thần phân liệt và lo lắng ở Pháp và Nhật Bản. Ngoài tác dụng an thần kinh và giải lo âu, Carpipramine còn có đặc tính thôi miên. Nó có cấu trúc liên quan đến cả ba loại ba vòng như imipramine và butyrophenone như haloperidol.